# PeopleSoft
PeopleSoft Inc. era una società di software attiva nel settore dei gestionali aziendali.
Fra i suoi prodotti comparivano: Human resource management system (HRMS), Financial Management Solutions (FMS), Supply Chain Management (SCM) e Customer relationship management (CRM),  Enterprise Performance Management (EPM), ma anche soluzioni informatiche per la gestione della produzione e delle prestazioni aziendali.
Il software prodotto da People Soft Inc. viene tuttora utilizzato per la gestione aziendale di 3 Italia.

## JD Edwards
Nel 2003 perfezionò una fusione per incorporazione della società JD Edwards anch'essa attiva nel mercato degli Enterprise resource planning (ERP).

## Oracle Corporation
A partire dal 2003 la società fu oggetto del tentativo di acquisizione della Oracle Corporation, considerato ostile da Board aziendale, che arrivò ad offrire 13 miliardi di dollari. Una nuova offerta, scesa a 9,4 miliardi di dollari, fu rifiutata dal Board aziendale nel febbraio del 2004. Nel corso dello stesso la Corte Americana e la Commissione europea si pronunciarono in merito all'acquisizione giudicandola lecita e non violante le rispettive leggi antitrust. Il 2004 vide l'offerta della Oracle passare a 7,7 miliardi di dollari per poi risalire alla precedente di 9,4 miliardi. Nel Dicembre dello stesso anno la Oracle annunciò la stipula del contratto definitivo per l'acquisizione della compagnia ad un prezzo di circa 10,3 miliardi di Dollari.
Il periodo successivo all'acquisizione vide la forza lavoro della società ridursi della metà, il riposizionamento dei prodotti con il brand JD Edwards.